# Vanadoakasakaïta-(Ce)
La vanadoakasakaïta-(Ce) és un mineral de la classe dels silicats que pertany al grup de l'al·lanita.

## Característiques
La vanadoakasakaïta-(Ce) és un sorosilicat de fórmula química CaCe(V³⁺AlMn²⁺)O[Si₂O₇][SiO₄](OH). Va ser aprovada com a espècie vàlida per l'Associació Mineralògica Internacional en el mes d’octubre de l'any 2024. Encara resta pendent de publicació. Cristal·litza en el sistema monoclínic.
L'exemplar que va servir per a determinar l'espècie, el que es coneix com a material tipus, es troba conservat a les col·leccions mineralògiques del Museu Nacional de la Natura i la Ciència de Tòquio (Japó), amb el número d'espècimen: NSM-M52312.

## Formació i jaciments
Va ser descoberta a la mina Mogurazawa, situada a la localitat de Kiryū, dins la prefectura de Gunma (Japó). Aquesta mina japonesa és l'únic indret de tot el planeta on ha estat descrita aquesta espècie mineral.